# 角川ゲームス
株式会社角川ゲームス（かどかわゲームス、英: KADOKAWA GAMES, LTD.）は、かつて存在した日本のゲーム会社。株式会社KADOKAWAの子会社であった。

## 概要
元来角川グループ内では、角川書店、アスキー・メディアワークス、エンターブレインといった傘下企業がそれぞれ独自にゲームソフトの開発・販売を手がけていたが、各企業間の連携を進めてグループ一体となったゲーム事業の強化を図るため、戦略的子会社として2009年4月に設立された。これにより、角川ゲームスが司令塔となって角川グループ内での連携とそれに伴う営業力・プロデュース力の強化、角川グループ各社が持つ各種コンテンツのゲーム化の推進、グループ外の販売会社・開発会社との連携、ゲームコンテンツによる収益力強化や新しいゲーム市場の創造を目指す。
2016年4月、海外展開を狙って中国や台湾のパブリッシャーと資本業務を提携し、角川ゲームス社長である安田善巳が引き続き最高開発責任者としてゲーム開発に取り組むことを発表した。
2022年5月、設立以来の社長であった安田と取締役の冬野智が新たにDragami Gamesを起業・独立し、従来の「角川ゲームス」ブランドで発売された約半数のタイトルに関する知的財産権が新会社へ移譲されることになった。
2022年7月1日、Dragami Gamesの営業開始に伴って一部の開発タイトルを同社に移管し、それに伴って角川ゲームスの規模は大幅に縮小させ、公式ホームページから製品情報ページが削除されるとともに、「メタルマックス」シリーズを除くKADOKAWA（キャラアニ含む）主導で開発されたタイトルの発売元がKADOKAWAとなった。「メタルマックス」シリーズは、『メタルマックスゼノ リボーン』の国内発売権をクラウディッドレパードエンタテインメントが取得した。『メタルドッグズ』は、開発元の24Frameが国内発売元を兼任することとなった。『メタルマックスゼノ』以前の旧作タイトルは2022年6月30日までにダウンロード配信を一時停止していたが、同年7月29日付でCygamesが角川ゲームスから同シリーズ関係の諸権利を譲り受けたことが発表された。KADOKAWAやキャラアニが企画・制作して知的財産権も管理する作品の発売権は、KADOKAWAグループの同業者であるスパイク・チュンソフトやフロム・ソフトウェアのいずれかに移管された。
2023年3月2日、清算結了して解散した。

## 主なタイトル
発足当時は角川書店を除くグループ各社のゲームソフトの販売元になっており、角川ゲームス自身が発売元になるのは『メタルマックス3』が第1作となる。また、2010年10月にはグループ外の企業であるプロペやグラスホッパー・マニファクチュアと共同プロジェクトを進めていることを発表している。2011年1月20日、同年4月1日付で角川書店、アスキー・メディアワークス、エンターブレイン3社のゲームパブリッシング事業を角川ゲームスに統合すると発表した。また、同年8月にはワーナー・ブラザースと業務提携し、『ロリポップチェーンソー』の全世界60か国以上での販売展開を行った。同作品は、角川ゲームスタイトルとしては初のミリオンセラーを記録している。2012年2月にはキャラアニがゲーム事業に参入するのに伴い、同社製作のゲーム発売元となることが発表されている。
KADOKAWA#ゲーム事業、角川書店#ゲームソフト、アスキー・メディアワークス#ゲームソフト、エンターブレイン#主なコンピュータゲーム、メディアファクトリー#コンピュータゲーム、富士見書房#主なゲームもそれぞれ参照。

### 角川ゲームス
- 「■」が付いたタイトルはDragami Gamesに権利譲渡[2]。「▲」が付いたタイトルはその他の企業に権利が移ったことを表す。

| 発売年 | 発売日   | タイトル                                      | プラットフォーム                               | 制作・著作                    | 開発                                          |
| ------ | -------- | --------------------------------------------- | ---------------------------------------------- | ----------------------------- | --------------------------------------------- |
| 2011年 | 10月20日 | 円卓の生徒プレミアム                          | Microsoft Windows                              | エクスペリエンス              | エクスペリエンス                              |
| 2011年 | 11月10日 | 迷宮クロスブラッド リローデッド               | Xbox 360                                       | エクスペリエンス              | エクスペリエンス                              |
| 2012年 | 2月23日  | 円卓の生徒 -Students of Round- DRPG SELECTION | Xbox 360（廉価版）                             | エクスペリエンス              | エクスペリエンス                              |
| 2012年 | 6月14日  | ■ロリポップチェーンソー                       | PlayStation 3 Xbox 360                         | 角川ゲームス                  | 角川ゲームス グラスホッパー・マニファクチュア |
| 2012年 | 10月11日 | 円卓の生徒 The Eternal Legend                 | PlayStation Portable                           | 角川ゲームス エクスペリエンス | エクスペリエンス                              |
| 2013年 | 1月24日  | ■デモンゲイズ                                 | PlayStation Vita                               | 角川ゲームス エクスペリエンス | エクスペリエンス                              |
| 2013年 | 4月23日  | ▲艦隊これくしょん -艦これ-                    | ブラウザゲーム                                 | DMM.com →EXNOA                | 角川ゲームス C2プレパラート                   |
| 2013年 | 8月1日   | キラー イズ デッド                            | PlayStation 3 Xbox 360                         | 角川ゲームス                  | 角川ゲームス グラスホッパー・マニファクチュア |
| 2014年 | 4月3日   | ■NAtURAL DOCtRINE                             | PlayStation 4 PlayStation 3 Playstation Vita   | 角川ゲームス                  | KADOKAWA GAME STUDIO                          |
| 2015年 | 4月2日   | ロデア・ザ・スカイソルジャー                  | Wii U/ニンテンドー3DS                          | 角川ゲームス                  | 角川ゲームス プロペ                           |
| 2016年 | 2月23日  | ▲艦これ改                                     | Playstation Vita                               | 角川ゲームス                  | KADOKAWA GAME STUDIO 「艦これ」運営鎮守府     |
| 2016年 | 6月16日  | ■ルートレター                                 | Playstation 4 PlayStation Vita                 | 角川ゲームス                  | KADOKAWA GAME STUDIO                          |
| 2016年 | 9月29日  | ■デモンゲイズ2                                | PlayStation Vita                               | 角川ゲームス エクスペリエンス | エクスペリエンス                              |
| 2016年 | 12月9日  | スターリーガールズ                            | iOS/Android 2018年7月27日サービス終了          | アエリアゲームズ 角川ゲームス | 角川ゲームス                                  |
| 2017年 | 6月22日  | ■GOD WARS 〜時をこえて〜                      | Playstation 4 PlayStation Vita                 | 角川ゲームス                  | KADOKAWA GAME STUDIO→角川ゲームス             |
| 2017年 | 8月26日  | ■ザ・ロストチャイルド                         | Playstation 4 PlayStation Vita                 | 角川ゲームス                  | 角川ゲームス                                  |
| 2017年 | 12月14日 | ■DEMON GAZE2 Global Edition                   | Playstation 4 PlayStation Vita                 | 角川ゲームス                  | 角川ゲームス エクスペリエンス                 |
| 2018年 | 4月19日  | ▲メタルマックス ゼノ                          | Playstation 4 PlayStation Vita                 | 角川ゲームス                  | 角川ゲームス キャトルコール 24Frame           |
| 2018年 | 6月14日  | ■GOD WARS 日本神話大戦                        | PlayStation 4 PlayStation Vita Nintendo Switch | 角川ゲームス                  | 角川ゲームス                                  |
| 2018年 | 12月20日 | ■√Letter ルートレター Last Answer             | PlayStation 4 PlayStation Vita Nintendo Switch | 角川ゲームス                  | 角川ゲームス                                  |
| 2019年 | 3月14日  | ■LoveR                                        | PlayStation 4                                  | 角川ゲームス                  | 角川ゲームス（SweetOne）                      |
| 2020年 | 2月27日  | ■LoveR Kiss                                   | PlayStation 4 Nintendo Switch                  | 角川ゲームス                  | 角川ゲームス（SweetOne）                      |
| 2020年 | 7月30日  | ■Root Film                                    | PlayStation 4 Nintendo Switch                  | 角川ゲームス                  | 角川ゲームス                                  |
| 2020年 | 9月10日  | ▲メタルマックス ゼノ リボーン                 | PlayStation 4 Nintendo Switch                  | 角川ゲームス                  | 角川ゲームス 24Frame                          |
| 2021年 | 5月27日  | アニマエ・アルケー                            | iOS/Android 2022年7月27日サービス終了          | ごましお                      | Sincetimes 角川ゲームス                       |
| 2021年 | 9月2日   | ■デモンゲイズ エクストラ                      | PlayStation 4 Nintendo Switch                  | 角川ゲームス                  | キャトルコール エクスペリエンス（監修）       |
| 2022年 | 2月17日  | ■Relayer                                      | PlayStation 4 PlayStation 5                    | 角川ゲームス                  | 角川ゲームス （GODWARS TEAM）                 |
| 2022年 | 4月8日   | ▲メタルドッグス                               | PlayStation 4 Nintendo Switch                  | 24Frame 角川ゲームス          | 24Frame                                       |

### エンターブレイン
RPGツクールDSを除く全製品で、エンターブレインが企画・制作・著作をてがけ、角川ゲームスが発売元となっている。
| 発売年 | 発売日   | タイトル                                  | プラットフォーム                   | 制作・著作                    | 開発                                     |
| ------ | -------- | ----------------------------------------- | ---------------------------------- | ----------------------------- | ---------------------------------------- |
| 2010年 | 3月11日  | RPGツクールDS                             | ニンテンドーDS                     | エンターブレイン              |                                          |
| 2010年 | 7月29日  | メタルマックス3                           | ニンテンドーDS                     | エンターブレイン クレアテック | キャトルコール                           |
|        |          | 「いつもの」シリーズ                      | PlayStation Portable               |                               |                                          |
| 2011年 | 3月31日  | エビコレ+ アマガミ                        | PlayStation 2 PlayStation Portable |                               |                                          |
| 2011年 | 5月26日  | RPGツクールVX + ツクールシリーズ素材集 和 | Microsoft Windows                  |                               |                                          |
| 2011年 | 5月26日  | ツクールシリーズ素材集 和                 | Microsoft Windows                  |                               |                                          |
| 2011年 | 6月23日  | アースシーカー                            | Wii                                | クラフト&マイスター           |                                          |
| 2011年 | 12月8日  | メタルマックス2：リローデッド             | ニンテンドーDS                     | エンターブレイン クレアテック | キャトルコール                           |
| 2011年 | 12月15日 | RPGツクールVX Ace                         | Microsoft Windows                  |                               |                                          |
| 2011年 | 12月15日 | RPGツクールDS+                            | ニンテンドーDS                     |                               |                                          |
| 2012年 | 2月2日   | フォトカノ                                | PlayStation Portable               | ディンゴ                      |                                          |
| 2012年 | 10月25日 | AKB48+Me                                  | ニンテンドー3DS                    | ジュピター                    |                                          |
| 2013年 | 4月25日  | フォトカノ Kiss                           | PlayStation Vita                   | ディンゴ                      |                                          |
| 2013年 | 11月7日  | メタルマックス4 月光のディーヴァ          | ニンテンドー3DS                    | エンターブレイン クレアテック | キャトルコール 24Frame                   |
| 2014年 | 12月4日  | ダービースタリオンGOLD                    | ニンテンドー3DS                    | パリティビット                | パリティビット KADOKAWA エンターブレイン |
| 2015年 | 12月17日 | RPGツクールMV                             | Windows、macOS                     | KADOKAWA（エンターブレイン）  |                                          |
| 2015年 | 12月21日 | スクールスタードリーム!                   | Android                            | KADOKAWA（エンターブレイン）  |                                          |
| 2016年 | 10月20日 | レコラヴ Blue Ocean/Gold Beach            | PlayStation Vita                   | KADOKAWA（エンターブレイン）  | ディンゴ                                 |
| 2016年 | 11月24日 | RPGツクールフェス                         | ニンテンドー3DS                    | KADOKAWA（エンターブレイン）  |                                          |

### アスキー・メディアワークス
『デュラララ!! 3way standoff -alley-』まではアスキー・メディアワークスが発売元、角川ゲームスが販売元という体制でリリースされていた。『ロウきゅーぶ!』より基本的にアスキー・メディアワークスが企画・制作を手がけ、角川ゲームスが発売元となる。
| 発売年 | 発売日   | タイトル                                   | プラットフォーム     | 開発           |
| ------ | -------- | ------------------------------------------ | -------------------- | -------------- |
| 2009年 | 9月17日  | 狼と香辛料 海を渡る風                      | ニンテンドーDS       |                |
| 2009年 | 12月3日  | かものはしかも。 あいまい生活のすすめ      | ニンテンドーDS       |                |
| 2009年 | 12月17日 | Dear Girl〜Stories〜 響 響特訓大作戦!      | ニンテンドーDS       | ヒューネックス |
| 2010年 | 4月1日   | マリッジロワイヤル 〜プリズムストーリー〜  | PlayStation Portable | ブリッジ       |
| 2010年 | 9月22日  | デュラララ!! 3way standoff                 | PlayStation Portable | 熱中日和       |
| 2010年 | 9月30日  | ティンクル☆くるせーだーす GoGo!            | PlayStation Portable |                |
| 2010年 | 10月28日 | 乃木坂春香の秘密 同人誌、はじめました。    | PlayStation Portable |                |
| 2011年 | 1月27日  | とある魔術の禁書目録                       | PlayStation Portable |                |
| 2011年 | 2月10日  | 電撃学園RPG Cross of Venus SPECIAL         | ニンテンドーDS       |                |
| 2011年 | 6月9日   | FISH ON                                    | ニンテンドー3DS      | シムス         |
| 2011年 | 8月25日  | デュラララ!! 3way standoff -alley-         | PlayStation Portable | 熱中日和       |
| 2011年 | 10月27日 | ロウきゅーぶ!                              | PlayStation Portable |                |
| 2011年 | 12月8日  | とある科学の超電磁砲                       | PlayStation Portable |                |
| 2012年 | 3月22日  | Let's Try Bass Fishing FISH ON NEXT        | PlayStation Vita     | シムス         |
| 2012年 | 9月27日  | 恋と選挙とチョコレート ポータブル          | PlayStation Portable |                |
| 2012年 | 11月29日 | 恋は校則に縛られない!                      | PlayStation Portable | ブリッジ       |
| 2013年 | 2月14日  | さくら荘のペットな彼女                     | PlayStation Vita     |                |
| 2013年 | 4月25日  | 境界線上のホライゾン PORTABLE              | PlayStation Portable | テンキー       |
| 2013年 | 6月20日  | ロウきゅーぶ! ひみつのおとしもの           | PlayStation Portable |                |
| 2014年 | 3月27日  | ゴールデンタイム Vivid Memories            | PlayStation Vita     |                |
| 2014年 | 3月27日  | ロウきゅーぶ! ないしょのシャッターチャンス | PlayStation Vita     | ブリッジ       |
| 2014年 | 8月28日  | ラブライブ! School idol paradise           | PlayStation Vita     | ディンゴ       |

### 角川書店
以下の作品より基本的に角川書店が企画・制作を手がけ、角川ゲームスが発売元となる。
| 発売年 | 発売日   | タイトル                              | プラットフォーム     | 開発                    |
| ------ | -------- | ------------------------------------- | -------------------- | ----------------------- |
| 2011年 | 10月27日 | R-15 ぽーたぶる                       | PlayStation Portable |                         |
| 2011年 | 12月22日 | いつか天魔の黒ウサギ ポータブル       | PlayStation Portable |                         |
| 2012年 | 4月26日  | 未来日記 13人目の日記所有者 RE：WRITE | PlayStation Portable |                         |
| 2012年 | 6月28日  | ストライクウィッチーズ－白銀の翼－    | PlayStation Portable | ガルチ サイバーフロント |
| 2012年 | 11月29日 | Fate/stay night [Réalta Nua]          | PlayStation Vita     |                         |
| 2012年 | 12月13日 | バカとテストと召喚獣 ポータブル       | PlayStation Portable | ブリッジ                |
| 2013年 | 2月28日  | D.C.III Plus 〜ダ・カーポIII プラス〜 | PlayStation Portable |                         |
| 2013年 | 8月29日  | 生徒会の一存 Lv.2 PORTABLE            | PlayStation Portable |                         |
| 2013年 | 12月19日 | ハイスクールD×D                       | ニンテンドー3DS      |                         |
| 2014年 | 3月20日  | モット!ソニコミ                       | PlayStation 3        | レジスタ/ニトロプラス   |
| 2014年 | 7月31日  | Fate/kaleid liner プリズマ☆イリヤ     | ニンテンドー3DS      |                         |
| 2014年 | 11月27日 | Fate/hollow ataraxia                  | PlayStation Vita     |                         |

### KADOKAWA
KADOKAWAが企画・制作を手がけ、角川ゲームスが発売元となる。
| 発売年 | 発売日   | タイトル                       | プラットフォーム              | 開発                            |
| ------ | -------- | ------------------------------ | ----------------------------- | ------------------------------- |
| 2018年 | 11月15日 | RPGツクールMV Trinity          | PlayStation 4 Nintendo Switch | KADOKAWA epics                  |
| 2019年 | 10月17日 | 社長、バトルの時間です!        | iOS Android                   | でらゲー プリアップパートナーズ |
| 2019年 | 11月28日 | 神様しばい                     | iOS Android                   | KADOKAWA                        |
| 2021年 | 10月7日  | Slow living with Princess      | Windows                       | KADOKAWA TSUKURITE.             |
| 2022年 | 6月16日  | OVERLORD: ESCAPE FROM NAZARICK | Nintendo Switch Windows       | エンジンズ                      |

### キャラアニ
キャラアニが制作・著作をてがけ、角川ゲームスが発売元となっている。
| 発売年 | 発売日   | タイトル                                | プラットフォーム                                 | 企画・制作                    | 開発               | 備考                 |
| ------ | -------- | --------------------------------------- | ------------------------------------------------ | ----------------------------- | ------------------ | -------------------- |
| 2012年 | 10月18日 | 英雄伝説 零の軌跡 Evolution             | PlayStation Vita                                 | 日本ファルコム キャラアニ     | ピラミッド         |                      |
| 2014年 | 6月12日  | 英雄伝説 碧の軌跡 Evolution             | PlayStation Vita                                 | 日本ファルコム キャラアニ     | ピラミッド         |                      |
| 2015年 | 6月11日  | 英雄伝説 空の軌跡 FC Evolution          | PlayStation Vita                                 | 日本ファルコム キャラアニ     | ピラミッド         |                      |
| 2015年 | 12月10日 | 英雄伝説 空の軌跡 SC Evolution          | PlayStation Vita                                 | 日本ファルコム キャラアニ     | ピラミッド         |                      |
| 2016年 | 1月14日  | ダライアスバースト クロニクルセイバーズ | Playstation 4 PlayStation Vita Microsoft Windows | ピラミッド キャラアニ         | ピラミッド         | PS4のみ2016年1月15日 |
| 2016年 | 7月14日  | 英雄伝説 空の軌跡 3rd Evolution         | PlayStation Vita                                 | 日本ファルコム キャラアニ     | ピラミッド         |                      |
| 2017年 | 9月7日   | 旋光の輪舞2                             | Playstation 4 Microsoft Windows                  | キャラアニ グレフ             |                    |                      |
| 2018年 | 11月29日 | ゲーム天国 CruisinMix                   | Playstation 4                                    | シティコネクション キャラアニ |                    |                      |
| 2019年 | 4月18日  | ラングリッサーI&II                      | PlayStation 4 Nintendo Switch                    | キャラアニ                    | シティコネクション |                      |

### メディアファクトリー
2007年発売の『ポケモンカードゲームDP エントリーパック'08』以降一時的にゲーム事業撤退していたが、2013年に再始動。基本的にメディアファクトリーが企画・制作を手がけ、角川ゲームスが発売元となる。
| 発売日         | タイトル                            | プラットフォーム | 制作・著作                       | 開発 | 備考                     |
| -------------- | ----------------------------------- | ---------------- | -------------------------------- | ---- | ------------------------ |
| 2013年12月11日 | 5人の恋プリンス〜ヒミツの契約結婚〜 | iOS Android      | KADOKAWA（メディアファクトリー） |      | Androidのみ2014年2月20日 |

## 関連人物
- 河合秀樹（元代表取締役社長）
- 若山高一（元代表取締役副社長）
- 吉川祐樹（元取締役）
- 後藤久志（元取締役）
- 福田広司（元監査役）
- 安田善巳（元代表取締役社長、現Dragami Games代表取締役社長）
- 田中謙介（元社員、現C2プレパラート代表取締役社長）
- 宮岡寛（元社員、クレアテック倒産後に所属[9]、現Cygames所属）